# Calyptocephalella gayi
Calyptocephalella ist eine Froschgattung aus der Familie der Calyptocephalellidae. Sie wird durch eine einzige lebende Art, Calyptocephalella gayi, repräsentiert, die allgemein als Behelmte Wasserkröte, Chilenischer Helmkopffrosch oder Breitmaulkröte bekannt ist. Darüber hinaus gibt es einige wenige ausgestorbene Arten, die nur aus der späten Kreidezeit und von paläogenen fossilen Überresten aus Patagonien in Südamerika und der Antarktischen Halbinsel (zu Zeiten, als es wärmer und feuchter war) bekannt sind. Die heute lebende behelmte Wasserkröte ist aquatisch bis semi-aquatisch und kommt in tiefen Teichen und Reservoiren in Zentralchile und möglicherweise im angrenzenden West-Zentralargentinien vor.
Diese sehr große Kröte wiegt typischerweise bis zu 0,5–1 kg, manchmal aber auch erheblich mehr. Sie ist durch Fang für den menschlichen Verzehr, Lebensraumverlust, Verschmutzung, eingeschleppte Arten und die Krankheit Chytridiomykose bedroht. Sie wird oft in der Herpetokultur gehalten; meist lokal, wo sie als Nahrungsmittel gezüchtet wird, aber auch in anderen Ländern als Heimtier.

## Merkmale
Die Behelmte Wasserkröte ist eine robuste Art mit einem breiten Kopf und einem großen Maul. Sie ist sehr groß und kann eine Kopf-Rumpf-Länge von bis zu 15,5 cm bei den Männchen und 32 cm bei den Weibchen erreichen. Das typische Maximalgewicht beträgt 0,5–1 kg, aber außergewöhnlich große Individuen können bis zu 3 kg erreichen. Solche Riesen sind heute im Wesentlichen unbekannt, obwohl es in jüngster Zeit Aufzeichnungen über mehrere Individuen mit einem Gewicht von 1,2–1,3 kg gibt. Es ist der größte Froschlurch Amerikas und übertrifft andere große Arten wie die Kolumbianische Riesenkröte, die Aga-Kröte, Rhinella diptycha, Rhaebo guttatus, sowie den Nordamerikanischen Ochsenfrosch, Telmatobius macrostomus, Leptodactylus fallax und den Titicaca-Riesenfrosch. Die maximale Breite der Schnauze ist vergleichbar mit der des größten Frosches der Welt, des Afrikanischen Goliathfrosches (Conraua goliath), der jedoch mehr wiegen kann. Helmkröten sind gelb, braun und grün gefärbt, mit hellgrün bei reifen Exemplaren, während die ältesten grau sind oder graue Flecken auf dunklem Hintergrund haben. Die olivbraunen bis aschgrauen Kaulquappen werden  ungewöhnlich groß, typischerweise überschreiten sie Längen von 10 cm und erreichen bis zu 15 cm.